# نووپتروفسکویه (باشقیرستان)
نووپتروفسکویه (انگلیسی: Novopetrovskoye, Republic of Bashkortostan) یک شهرک در شهرستان زیانچورینسکی استان باشقیرستان کشور روسیه است.